# Commelina disperma
Commelina disperma är en himmelsblomsväxtart som beskrevs av Robert Bruce Faden. Commelina disperma ingår i släktet himmelsblommor, och familjen himmelsblomsväxter. Inga underarter finns listade.